# Cullera
Cullera (valencianskt uttal: [kuˈʎeɾa]) är en stad och kommun i provinsen Valencia i den autonoma regionen Valencia i östra Spanien. Staden ligger vid floden Júcar, cirka 35,5 kilometer sydost om Valencia. Kommunen har 24 181 invånare (2024), på en yta av 53,82 km².